# خیابان مونرو

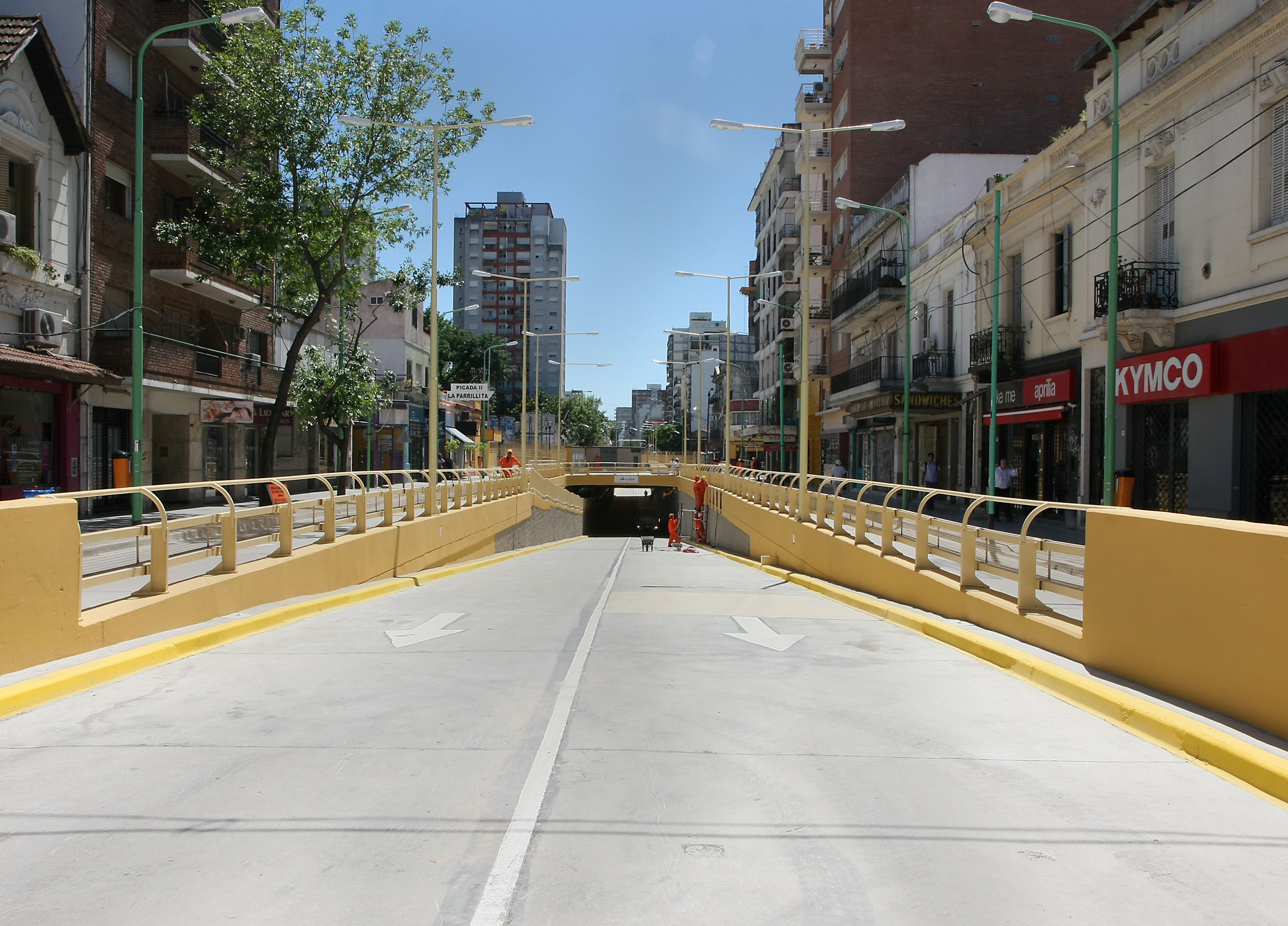

خیابان مونرو یکی از خیابان‌های اصلی در محله‌های بلگرانو، کوگلان و ویلا اورکیزا در شهر بوئنوس آیرس آرژانتین است. این خیابان در زمان سومین دولت خوان دومینگو پرون، خیابان خوان مانوئل دو روزاس نام داشت، اما پس از کودتای ۱۹۷۶، نام آن به احترام پنجمین رئیس‌جمهور ایالات متحده، جیمز مونرو دوباره به مونرو تبدیل شد. خیابان مونرو مناطق تجاری را به مناطق مسکونی متصل می‌کند.